# Chemin-d’Aisey
Chemin-d’Aisey ist eine französische Gemeinde mit 63 Einwohnern (Stand 1. Januar 2022) im Département Côte-d’Or in der Region Bourgogne-Franche-Comté. Sie gehört zum Kanton Châtillon-sur-Seine und zum Arrondissement Montbard.
Nachbargemeinden sind Aisey-sur-Seine im Norden und im Osten, Semond im Süden, Villaines-en-Duesmois im Südwesten und Coulmier-le-Sec im Westen.

## Siehe auch

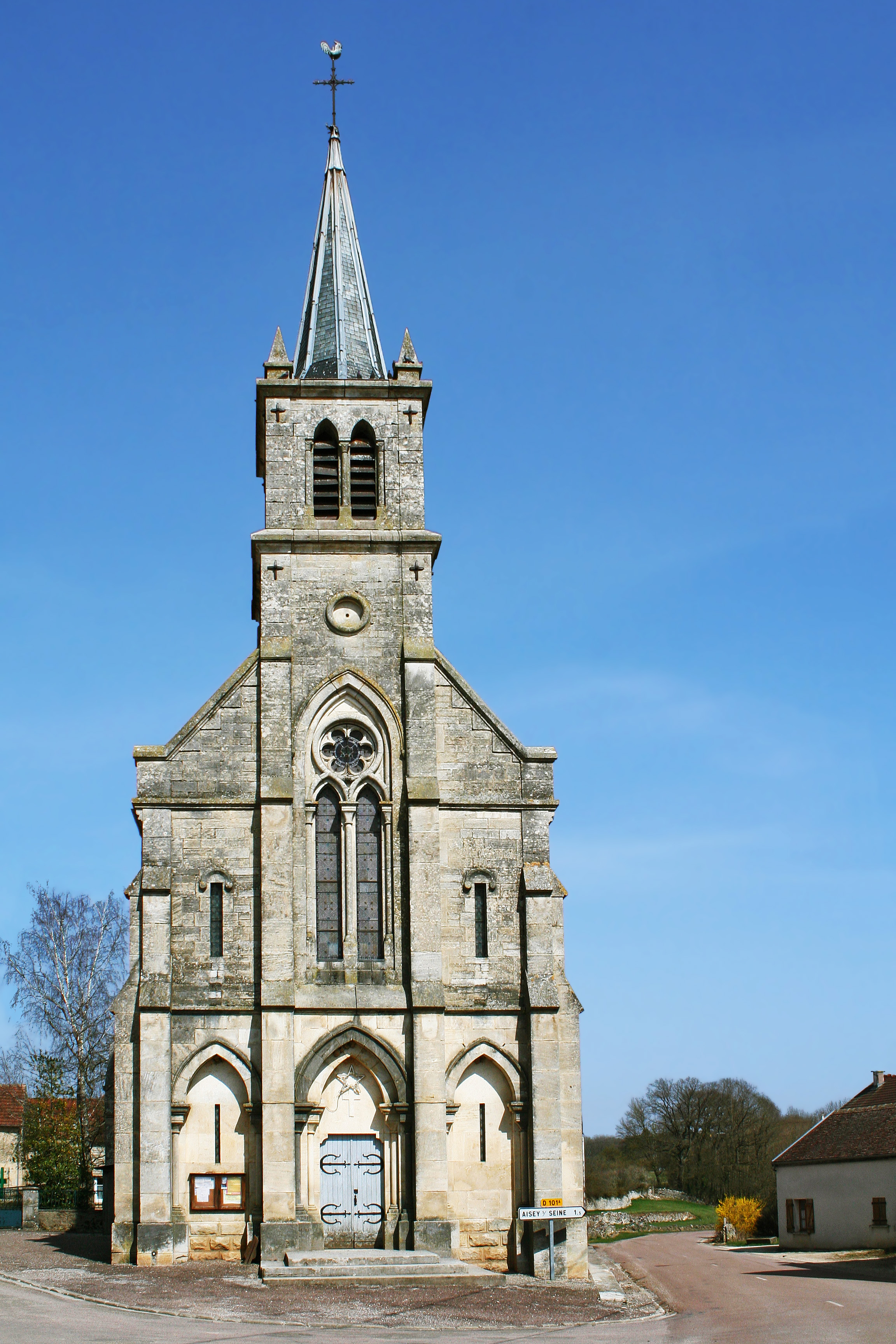
Geburts-Kirche (Église de la Nativité)

## Bevölkerungsentwicklung
| Jahr                       | 1962 | 1968 | 1975 | 1982 | 1990 | 1999 | 2008 | 2015 |
| -------------------------- | ---- | ---- | ---- | ---- | ---- | ---- | ---- | ---- |
| Einwohner                  | 118  | 114  | 83   | 67   | 80   | 70   | 55   | 71   |
| Quellen: Cassini und INSEE |      |      |      |      |      |      |      |      |